# Open scheermes
Een open scheermes of klassiek scheermes is een scheermes dat in het einde van de 17e eeuw gebruikelijk werd. Het mes dat in het handvat geklapt kan worden dient voor iedere scheerbeurt bijgeslepen en gepolijst te worden op een strijkriem. Hoewel de kunst van het klassieke scheren door de komst van modernere scheertechnieken bijna is verdwenen, wordt de techniek door liefhebbers nog beoefend en is het een milieuvriendelijk alternatief voor wegwerpscheermesjes die onmogelijk zijn om te recyclen.

## Het mes

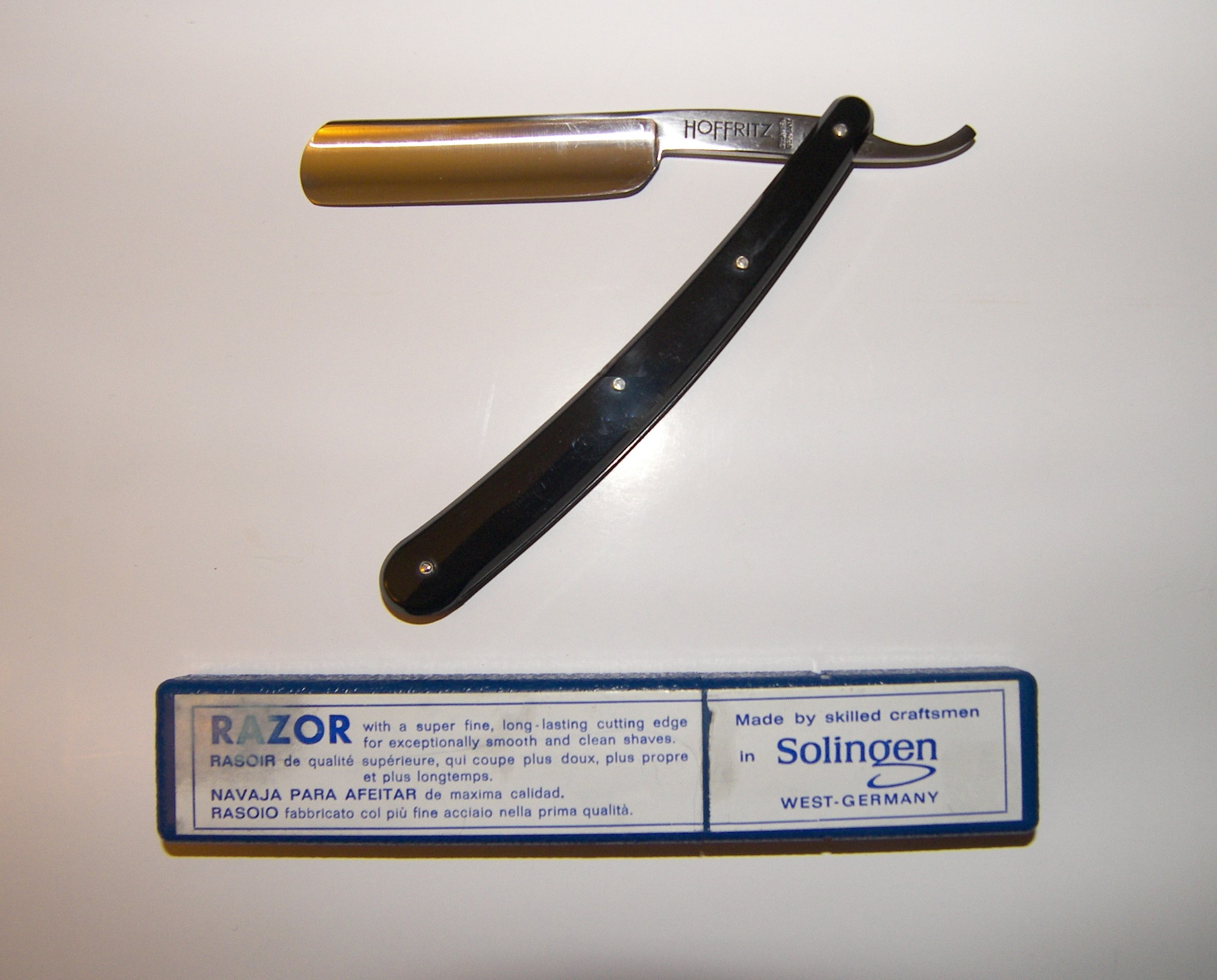
Een open scheermes met een rond uiteinde, 1/2 hollow ground 5/8”.

Een scheermes heeft verschillende eigenschappen die samen de scheerkarakteristiek van het mes bepalen.

### Staalsoort
Een hedendaags open scheermes kan van diverse materialen worden gemaakt. Zachte staalsoorten hebben het voordeel dat ze makkelijk scherp te houden zijn en zich makkelijker plooien. Harde staalsoorten (zoals rvs) blijven langer scherp maar zijn moeilijker scherp te houden. Roest op het scheermes betekent, als het te diep is ingevreten, het einde van het scheermes als gebruiksvoorwerp.
1. Koolstofstaal: Het meest gebruikte staal voor open scheermessen.
2. Zilverstaal: Een gereedschapsstaallegering die tot 64 Rockwell kan worden gehard en tot een hoge glans kan worden gepolijst. Het bevat geen zilver: UK specification BS-1407, koolstof 0,95–1,25, mangaan 0,25–0,45, chroom 0,35–0,45, silicium 0,40 max.
3. Roestvast staal: Een zeer hard staal dat nauwelijks roest. Blijft langer scherp maar is moeilijker scherp te krijgen.
4. Damaststaal: Een uit laagjes met verschillende eigenschappen opgebouwd, zeer kostbaar staal met typisch patroon dat de eigenschappen van een heel hard en heel zacht tracht te combineren.

### Maten
De breedte van een scheermes wordt weergegeven in achtsten van een inch. De meest gangbare messen zijn 5/8" breed, wat overeenkomt met 1,8 centimeter. Hoe langer of zwaarder de baard hoe breder het scheermes mag zijn. Zachtere of lichtere baarden kunnen met een smaller mes geschoren worden. Welk mes men gebruikt, is echter grotendeels een kwestie van persoonlijke voorkeur.

### Slijping
Messen worden in de fabriek tussen twee ronddraaiende slijpstenen geslepen, waardoor ze holle flanken krijgen. Dit noemt men een full hollow ground. De snede wordt dan op een zeer fijne steen, bijvoorbeeld een Japanse watersteen of een Belgische coticulesteen (gele slijpsteen), met een grit (korreling) van tussen 6000 en 8000, geslepen en vervolgens op een spanriem met slijppasta gepolijst. Ten slotte wordt het mes voor iedere scheerbeurt op een strijkriem met aan een zijde canvas en aan de andere kant juchtleer gericht en gepolijst, waarna het zo scherp is dat men er een haar zonder druk mee kan doorsnijden. Het goed scherpen van een scheermes is een kunst die men pas na oefening kan leren en waarbij ervaring tot voordeel strekt. Eenmaal scherp hoeft een scheermes bijna nooit meer op een steen te worden geslepen; de strijkriem en bij iets ernstigere botheid de spanriem met pasta zijn afdoende.

### Punttype

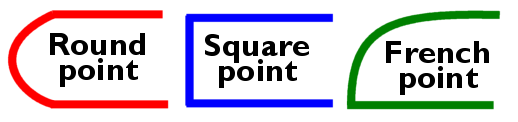
Punttypen

Scheermessen kan men onderverdelen in drie typen:
1. Recht: rechthoekig mes met een scherpe punt.
2. Franse punt (of oblique): rechthoekig mes met een licht afgeronde punt.
3. Ronde punt: rechthoekig mes met ronde punt.

## Modern gebruik
De hang naar nostalgie en de traditionele manier van scheren zou voor liefhebbers de reden zijn.
Zij zweren bij een open scheermes vanwege de superieure scheerkwaliteit door het grote blad waarover men de volledige controle heeft. Open scheermessen scheren een veel groter oppervlak per scheerbeweging, simpelweg omdat het snijvlak veel groter is dan bij een wegwerpmesje. Daarbij hoeft het open scheermes ook veel minder vaak afgespoeld te worden, omdat het schuim op het blad blijft liggen. Ook voor lange haren is het open scheermes veel geschikter, omdat deze niet tussen de mesjes van een wegwerpmes blijven hangen.
Een goed onderhouden scheermes gaat een leven lang mee en kan zelfs overgaan van vader op zoon.

## Scheren
Bij het gebruik van een open scheermes is het belangrijk de baardharen voor het scheren goed voor te weken, zodat ze zacht worden. Hiervoor zijn water, scheerschuim, warmte en wat tijd nodig.